# Cod ATC P
Codul ATC P Produse antiparazitare este o parte a sistemului de clasificare anatomică, terapeutică și chimică a medicamentelor, un sistem dezvoltat de către Organizația Mondială a Sănătății (OMS) pentru clasificarea medicamentelor și a altor produse medicinale.
P Produse antiparazitare
P01 Antiprotozoare
P02 Antihelmintice
P03 Ectoparaziticide, inclusiv scabicide, insecticide